# 라드밀로 미하일로비치
라드밀로 미하일로비치(영어: Radmilo Mihajlović, 1964년 11월 9일 ~ )는 세르비아 출신의 전 축구 선수이다. K리그에서 등록명은 미하일을 사용하였으며 공격수로 활약하였다. 일본으로 떠난 포항 스틸러스 라데 보그다노비치의 대체자로 영입되었으며 유고슬라비아 축구 국가대표팀과 바이에른 뮌헨 출신으로 많은 기대를 모았지만 1997 시즌 고질적인 허벅지 부상 탓인지 한 시즌 동안 시즌 통산 3경기 0득점-도움 기록을 남겼고 결국 3경기 만에 퇴출됐고 대체자로 영입된 이레마는 함량 미달로 판정되어 4경기 만에 퇴출당했다.